# G43-as gyorsított személyvonat

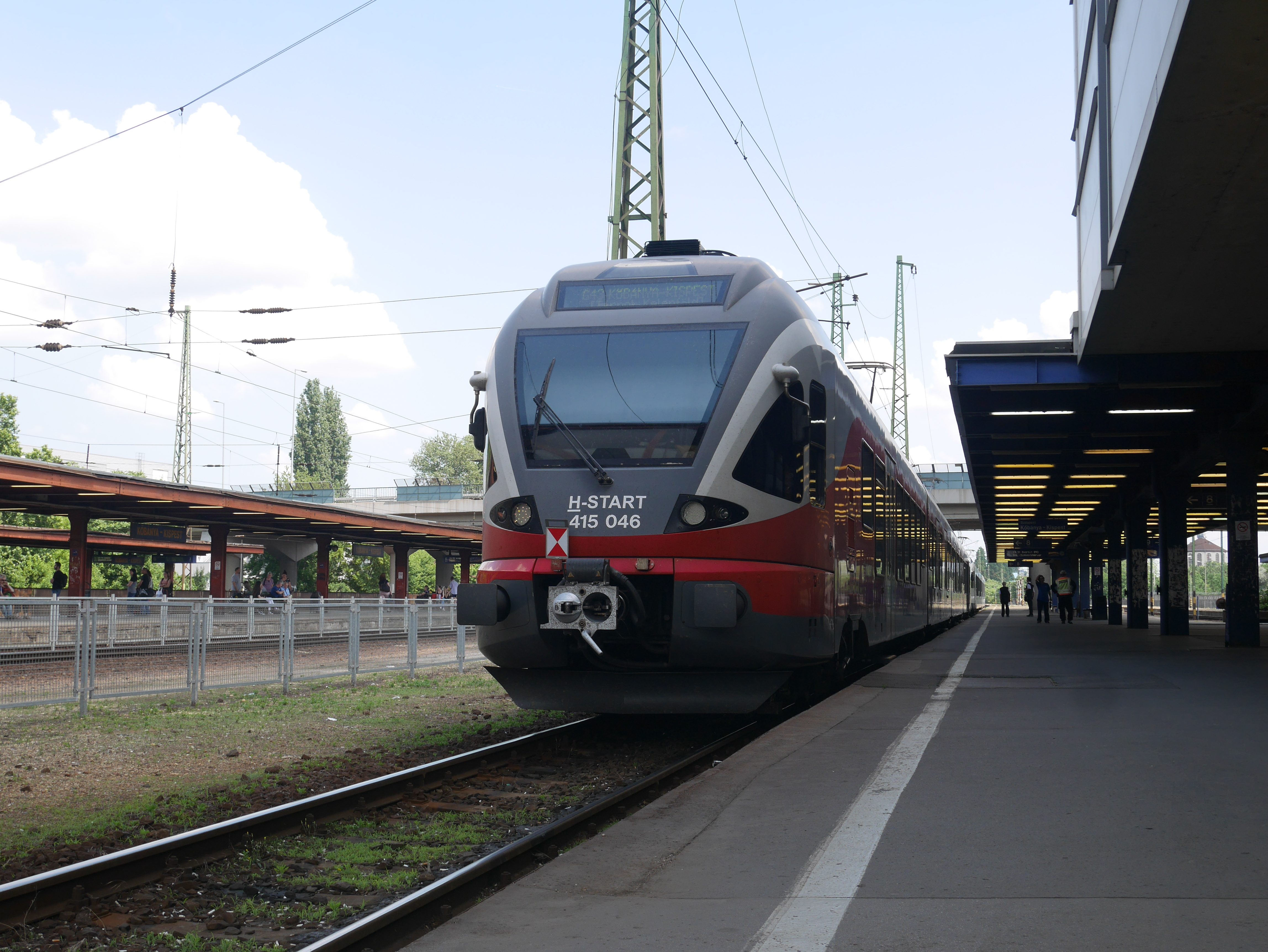
G43-as Kőbánya-Kispest vasútállomáson még piros Flirt motorvonatként

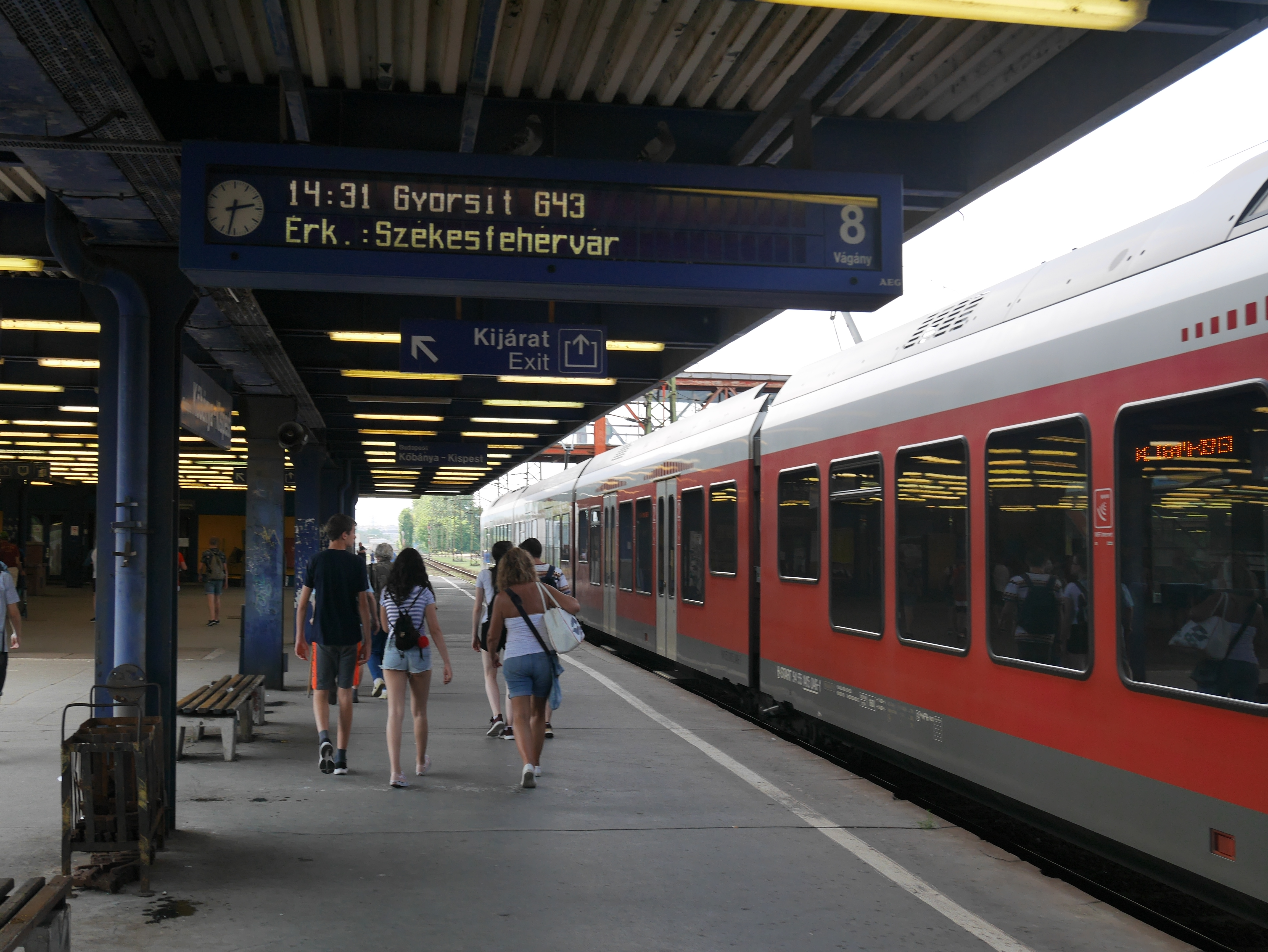
G43-as Kőbánya-Kispest vasútállomáson

A G43-as  gyorsított személyvonat egy budapesti elővárosi vonat, ami 2013. december 15-én indult a "budapesti S-Bahn" előfutáraként. Kőbánya-Kispest vasútállomás és Székesfehérvár vasútállomás között. Vonatszámuk négyjegyű, és 35-tel kezdődik.

## Története
2013 augusztusában írtak először arról, hogy decembertől a Székesfehérvárról induló gyorsított személyvonatot a Déli pályaudvar helyett kísérleti jelleggel Kelenföldön és Ferencvároson keresztül Kőbánya-Kispestre irányították át ütemes menetrend szerint, óránként egyszeri követéssel
2013-ban elkezdték bevezetni a viszonylatjelzéseket a budapesti vasútvonalakon, és december 15-től a Déli pályaudvarra érkező összes elővárosi vonat (az új Kőbánya-Kispest - Székesfehérvár viszonylatú vonattal együtt) S-, G- vagy Z- előtagot (Személy, Gyors, Zónázó) és kétjegyű számból álló utótagot kapott. Utóbbit a vasútvonal számozása alapján, így lett a 40a és a 30a jelű vasútvonalakon közlekedő, addig elnevezés nélküli személyvonat G43-as jelzésű.
2015-2016-ban Székesfehérvár vasútállomás felújítása miatt a vonat tovább közlekedett először Szabadbattyánra, később Lepsényig, egy időszakban pedig egészen Siófokig, de a székesfehérvári állomás átadása után visszaállt az eredeti végállomás.
2018. február 15-étől 2019. december 14-ig Kelenföld és Érd felső szakaszon pályafelújítás miatt a vonat módosított menetrend szerint közlekedtek. A vonatok Érd felső helyett Érd alsó érintése nélkül közlekedett. Kelenföld és Tárnok között csak Budafokon és Kastélypark megállóhelyeken álltak meg. 2019. április 1-jétől a vonatok hétvégente Érd alsón is megálltak. 2019. december 15-étől újra az eredeti útvonalon közlekedik már és megáll Érdligeten is.
2019. május 27-étől munkanapokon két reggeli vonat Kőbánya-Kispest helyett Üllőről indul, Kőbánya-Kispestig pedig csak Vecsésen áll meg.
A budapesti déli körvasút 2020-ban indult fejlesztése lehetővé tenné a G43-as további sűrítését, illetve Kőbánya-Kispesten túli, nem csak hétköznap reggeli végállomásoztatását is, vagy akár Budapesten belül más irányokba továbbhaladását is.
2021. április 6-ától 2022. augusztus 26-ig  a 100 vasútvonal pályafelújítása és a Kőbánya-Teher biztosítóberendezés hiba miatt az Üllőről induló két reggeli járat ismét csak Kőbánya-Kispestről indul. 2022. augusztus 29-étől újra Üllőről indul a két reggeli járat.
2023. április 2-tól munkanapokon Üllőről induló 2 járat megszűnik és újra Kőbánya-Kispestről indulnak.
2023-2024-es menetrendváltástól reggel Kőbánya-Kispestről induló első 2 járat megállnak Velencefürdőn.

## Útvonala
A kezdetben Székesfehérvár és a Déli pályaudvar között közlekedő járat 2013-ban továbbvezetésre került Kőbánya-Kispestig, ami azóta is a budapesti végállomása. Kelenföldtől Érd felsőig először csak Budatétény megállóhelyen állt meg, később Budafok és Barosstelep megállóhelyek is bekerültek a megállási rendbe. 2015 decemberétől Agárdon, 2019 decemberétől pedig Érdligeten is megállnak a járatok. Tárnoktól Székesfehérvárig csak Pettend, Velencefürdő és Dinnyés megállóhelyeken nem állnak meg. 2019-2023 között hétköznap 2 reggel Székesfehérvár felé Üllőről indult. Óránként egyszer közlekedik.
| 0  | Kőbánya-Kispest végállomás | 73 | 68, 85, 85E, 93, 93A, 98, 98E, 132E, 136, 148, 151, 182, 182A, 184, 193E, 200E, 202E, 268, 282E, 284E 575, 576, 577, 578, 580, 581 S21 , S36 , S50 , G50 , Z50 , IC, InterRégió, személyvonat, sebesvonat, gyorsvonat, expresszvonat |
| 8  | Ferencváros                | 65 | 1 281 G10 , S36 , InterRégió, gyorsvonat, expresszvonat |
| 21 | Budapest-Kelenföld         | 58 | 1, 19, 49 8E, 40, 40B, 40E, 53, 58, 87, 87A, 88, 88A, 101B, 101E, 108E, 141, 150, 150B, 153, 154, 172, 173, 187, 188, 188E, 250, 250B, 251, 251A, 251E, 272 689, 691, 710, 712, 715, 720, 722, 724, 725, 727, 731, 732, 734, 735, 736, 760, 762, 763, 764, 767, 770, 774, 775, 778, 779, 798, 799 S10 , G10 , S12 , S30 , G30 , Z30 , S34 , S35 , S36 , S40 , G40 , Z40 , S42 , Z42 , G44 , IC, EC, EN, InterRégió, személyvonat, sebesvonat, gyorsvonat, expresszvonat, |
| 27 | Budafok                    | 41 | 47, 56 33, 58, 114, 133E, 141, 158, 213, 214, 241, 241A, 250, 250B, 251, 251A S30 , S34 , S35 , S36 , S40 , S42 , G44 |
| 30 | Budatétény                 | 40 | 13, 13A, 88, 101E, 113, 113A, 138, 150, 287 700 S40 , S42 , G44 |
| 32 | Barosstelep                | 40 | 13, 13A, 88, 113, 113A S40 , S42 , G44 |
| 35 | Érdliget                   | 40 | 710, 712, 715, 720, 722, 725 S40 , S42 , G44 |
| 37 | Érd felső                  | 36 | 700, 705, 710, 712, 715, 720, 722, 731, 733, 734, 735, 736, 738, 741, 742, 744, 745, 746, 755 1120, 1134 S40 , Z40 , S42 , Z42 , G44 |
| 42 | Tárnok                     | 32 | 741, 742 S30 , Z30 , S34 , S35 , S36 , G44 |
| 48 | Martonvásár                | 26 | 702, 703, 704, 749, 759, 769, 8238 S30 , Z30 , S34 , S35 , S36 |
| 51 | Baracska                   | 23 | 1 702, 8013 S30 , Z30 , S34 , S35 |
| 56 | Kápolnásnyék               | 18 | 718, 748, 749, 758 S30 , Z30 , S34 , S35 , sebesvonat |
| 59 | Velence                    | 15 | 707, 716, 718, 747, 749, 757, 758 S30 , G30 , Z30 , S34 , S35 , InterRégió, személyvonat, expresszvonat |
| 63 | Gárdony                    | 12 | 707, 716, 719, 747, 750, 757, 758, 759 S30 , G30 , Z30 , S34 , S35 , személyvonat |
| 65 | Agárd                      | 9  | 707, 716, 719, 747, 750, 751, 757, 758, 759 S30 , G30 , Z30 , S34 , S35 |
| 77 | Székesfehérvár végállomás  | 0  | 13, 13A, 13G, 13Y, 20, 30, 31, 31E, 32, 33, 34, 35, 36, 37, 38, 40, 41, 43, 44 Helyközi buszok S30 , G30 , Z30 , S34 , S35 , S150 , S440 , IC, InterRégió, személyvonat, sebesvonat, expresszvonat |